# Jill Henselwood
Jill Henselwood (n. 1 noiembrie 1962, Ottawa, Ontario, Canada) este o sportivă ce a reprezentat Canada, medaliată olimpică. A participat la 2 ediții ale Jocurilor Olimpice (2008, 2012) în care a câștigat o medalie de argint.